# Мурско Средишће
Мурско Средишће (мађ. Muraszerdahely) је градић у Међимурју, Хрватска. До нове територијалне организације у Хрватској, подручје Мурског Средишћа налазило се у саставу велике предратне општине Чаковец. Данас је Мурско Средишће Град у саставу Међимурске жупаније.

## Становништво
На попису становништва 2011. године, град Мурско Средишће је имао 6.307 становника, од чега у самом Мурском Средишћу 3.444.

## Попис1991.
На попису становништва 1991. године, насељено место Мурско Средишће је имало 3.331 становника, следећег националног састава:
| Попис 1991.‍   | Попис 1991.‍  | Попис 1991.‍ | Попис 1991.‍ | Попис 1991.‍ |
| ------------- | ------------ | ----------- | ----------- | ----------- |
|               |              |             |             |             |
| Хрвати        | Хрвати       |             | 2.987       | 89,67%      |
| Роми          | Роми         |             | 95          | 2,85%       |
| Словенци      | Словенци     |             | 63          | 1,89%       |
| Југословени   | Југословени  |             | 31          | 0,93%       |
| Мађари        | Мађари       |             | 17          | 0,51%       |
| Албанци       | Албанци      |             | 8           | 0,24%       |
| Срби          | Срби         |             | 5           | 0,15%       |
| Муслимани     | Муслимани    |             | 3           | 0,09%       |
| Бугари        | Бугари       |             | 1           | 0,03%       |
| Македонци     | Македонци    |             | 1           | 0,03%       |
| Црногорци     | Црногорци    |             | 1           | 0,03%       |
| неопредељени  | неопредељени |             | 36          | 1,08%       |
| регион. опр.  | регион. опр. |             | 8           | 0,24%       |
| непознато     | непознато    |             | 75          | 2,25%       |
| укупно: 3.331 |              |             |             |             |

## Познате личности
- Карло Мразовић, народни херој Југославије, Председник Президијума Сабора Народне Републике Хрватске.
- Срећко Богдан, фудбалер